# Didymoplexis seidenfadenii
Didymoplexis seidenfadenii là một loài thực vật có hoa trong họ Lan. Loài này được Sath.Kumar & Ormerod mô tả khoa học đầu tiên năm 2004.